# つかちゃんの今日も快調!ほがらか大放送
つかちゃんの今日も快調!ほがらか大放送は、ニッポン放送で放送されていた午後のワイド番組で、毎週月曜日から金曜日の13：00〜16：00に放送されていた。

## 概要
ニッポン放送の平日帯 昼ワイド番組として長年に渡って続いた『いまに哲夫の歌謡パレードニッポン』の後番組として、1993年5月10日に放送開始。
パーソナリティは『朝からたいへん! つかちゃんです』で人気を博していた、塚越孝（ニッポン放送アナウンサー(当時)）が務めた。裏番組の『吉田照美のやる気MANMAN』（文化放送）が平日昼の時間帯で聴取率トップを独走する中で巻き返しを図ったが、2年後の1995年3月31日に終了した。
塚越がパーソナリティを務めた平日帯 昼ワイド番組は後番組『おひるはバッカ～ン』 → 『つかちゃん・のりこのGO!GO!ヒットパラダイス』まで続いた。

## コーナー
- つかちゃんののっけから絶好調!
- つかちゃんのハガキのコーナー（『朝からたいへん! つかちゃんです』での人気コーナーを、金曜の『エッチなハガキのコーナー』と一緒にこの番組に移行）
- 言葉の花束（『朝からたいへん! つかちゃんです』での人気コーナーを移行）
- いきなり一万円電話!（リスナーに電話を掛けて出られれば、一万円が貰えるコーナー）
- あなたのウチから つかちゃんです
- タウンページがお送りする新しいお付き合い『つかちゃんの商売繁盛大合戦』
- ゲストとしっぽり つかちゃんです
- ラッキーナンバーの抽選会
- 今週の歌
- 鼻血川柳
- 竹村健一のずばりジャーナル
- ほがらかリビング
- 外からの天気予報
- ニュース
- 交通情報

## パーソナリティ
- 塚越孝（ニッポン放送アナウンサー(当時)）
- アシスタント：坂田よしえ（ - 1994年9月）→ 中村順子（1994年10月 - 終了）
- レポーター：下角陽子（ニッポン放送アナウンサー(当時)）

| ニッポン放送 月曜日 - 金曜日 13:00 - 16:00枠 | ニッポン放送 月曜日 - 金曜日 13:00 - 16:00枠 | ニッポン放送 月曜日 - 金曜日 13:00 - 16:00枠 |
| 前番組                                       | 番組名                                       | 次番組                                       |
| -------------------------------------------- | -------------------------------------------- | -------------------------------------------- |
| いまに哲夫の歌謡パレードニッポン             | つかちゃんの今日も快調!ほがらか大放送        | おひるはバッカ〜ン!                          |

| ニッポン放送 塚越孝のラジオ番組 | ニッポン放送 塚越孝のラジオ番組       | ニッポン放送 塚越孝のラジオ番組 |
| 前番組                          | 番組名                                | 次番組                          |
| ------------------------------- | ------------------------------------- | ------------------------------- |
| 朝からたいへん!つかちゃんです   | つかちゃんの今日も快調!ほがらか大放送 | おひるはバッカ〜ン!             |